# Fisherman's Friends
The Fisherman's Friends són un grup de música folk de Port Isaac, Cornualla, que canten un tipus de cançons marineres anomenades Sea Shanty. Actuen a nivell local des del 1995 i van signar un contracte discogràfic amb Universal Music el març de 2010. Tot i que essencialment són un grup a cappella, actualment els seus enregistraments d'estudi inclouen instrumentació senzilla tradicional i les actuacions en directe sovint també inclouen música popular més contemporània i un gran toc d'humor.

## Membres
A la formació original, tots els membres del grup "van créixer a mitja milla del port de Port Isaac", excepte John McDonnell, que és un  Yorkshireman, d'aquí el nom del grup. Peter Rowe va ser el membre fundador més antic. Va morir el gener de 2021 a l'edat de 88 anys.
Actuals
- Jeremy Brown
- John Lefty Lethbridge
- Jason Nicholas
- Toby Lobb
- John McDonnell (Johnny Mac)
- Jon Cleavie Cleave
- Bill Hawkins

## Trajectòria
El 2009, el disc jockey i locutor de la BBC Radio, Johnnie Walker, estant de vacances a Port Isaac, que s'havia fet famós perquè era el lloc on es filmava la sèrie El doctor Martin, va ensopegar amb dos CD casolans del grup. El gerent de Walker, Ian Brown, va viatjar fins a Port Isaac i van negociar un contracte de gravació per valor d'un milió de lliures amb Universal Music Group, que va publicar el seu primer àlbum comercial l'any següent.
El 2023, la banda va incorporar músics i vocalistes excel·lents com Simon Johnson i Marcus Bonfanti a la seva formació en directe. Tots dos havien aparegut anteriorment en àlbums anteriors gravats per la banda.
El grup va actuar a l'edició del 2010 del festival de música Cornbury a Oxfordshire, al Festival de Glastonbury en diverses ocasions, normalment a l'escenari acústic, però en una ocasió actuant al Pyramid Stage, i al Cambridge Folk Festival. El grup també ha participat al Towersey Festival, Wickham Festival, Beautiful days, Costa Del Folk, Shrewsbury Folk Festival, Tunes in the Dunes, Boardmasters i Celtic Connections, entre d'altres. Com que són semi-professionals, el grup no fa gires extensives, sinó que solen embarcar-se en gires curtes durant els mesos de novembre i de febrer/març. Avui dia encara de tant en tant actuen a l'estiu a Port Isaac de forma benèfica, cantant a The Platt, a la platja del port.

### Gravacions
El grup va publicar tres CD abans de signar amb la discogràfica Universal. L'any 2002, amb el nom de "Port Isaac Fishermen's Friends", van gravar un àlbum, principalment per recaptar fons per a la Royal National Lifeboat Institution, que es va publicar amb el segell Clovelly (#CLCD12702). L'àlbum, titulat Fishermen's Friends Are Home from the Sea, conté 20 temes gravats a l'església de Saint Peter de Port Isaac els dies 26 i 27 d'abril de 2002. Tots els temes es canten a l'estil tradicional a cappella. L'àlbum va ser dissenyat per Bob Whitney i produït per John Perkins. El seu primer àlbum amb Universal, Port Isaac's Fisherman's Friends, també va ser gravat a l'església, aquest cop a la parròquia de St Kew, Cornualla, i publicat l'abril del 2010.
El 2010 van tornar a gravar la cançó, No Hopers, Jokers and Rogues, amb una nova lletra en suport d'Anglaterra a la Copa del Món de Futbol a Sud-àfrica.

### Televisió
El maig de 2010 es va emetre per BBC4 un documental de Gareth Malone sobre cançons marineres que incloïa una contribució del grup. The Fisherman's Friends també van protagonitzar un anunci de l'empresa de peix Young's Seafood.
El grup també ha aparegut a The One Show de la BBC One en dues ocasions, al programa tyambé de la BBC Countryfile amb John Craven, ha estat protagonista d'un documental del canal ITV1 que va mostrar el seu primer èxit. I a un documental d'Sky Arts que incloïa la seva actuació al festival Celtic Connections de Glasgow.

### Llargmetratge
El 15 de març de 2019 es va estrenar als cinemes d'arreu del Regne Unit la pel·ícula Fisherman's Friends dirigida per Chris Foggin.El rodatge va començar el 30 d'abril de 2018 a Port Isaac i Londres durant cinc setmanes. Tots els membres de la banda apareixen en cameos a la pel·lícula i van treballar-hi com a assessors.
L'agost de 2022 es va estrenar una seqüela titulada Fisherman's Friends: One and All. L'argument de la pel·lícula tracta sobre la lluita per produir un segon àlbum i com aquesta els porta a actuar al Pyramid Stage de Glastonbury.

### Musical
Un musical anomenat Fisherman's Friends: The Musical basada en la història real del grup i en la pel·lícula del 2019 es va estrenar al teatre Hall for Cornwall de Truro l'octubre del 2021, fou escrit per Amanda Whittington i dirigit per James Grieve.

## Accident mortal
El 9 de febrer de 2013, una pesada porta d'acer del centre d'art G Live de Guildford va caure mentre s'estava arranjant per a un espectacle del grup, matant el seu director de gira Paul McMullen. El cantant Trevor Grills va patir greus ferides al cap i va morir a l'hospital dos dies després.
Després d'una investigació sobre la tragèdia, l'empresa Express Hi-Fold Doors, subministradora de la porta d'acer, va ser multada amb 30.000 £ per infringir la normativa de seguretat, però el director de l'empresa va ser absolt d'homicidi involuntari i negligència greu.

## Premis
Els 2011 els Fisherman's Friends van rebre el premi The Good Tradition Award a la BBC Radio 2 Folk Awards per mantenir viva la música folk i portar-la a nous públics.

## Discografia
Àlbums
- 2000. Suck'em and Sea
- 2002. Home from the Sea
- 2009. Another Mouthful From ... The Fisherman's Friends (disc d'or per la Indústria Fonogràfica Britànica)[21]
- 2010. Port Isaac's Fisherman's Friends

| • Port Isaac's Fisherman's Friends (2010) |
| --- |
| (Universal Records) 1. South Australia 2. Sailor Ain't A Sailor 3. Bully In The Alley 4. No Hopers, Jokers & Rogues 5. Brightly Beams / Pull For The Shore 6. Johnny Gone Down To Hilo 7. Ladies Of Plymouth 8. The Union Of Different Kinds 9. Shenandoah 10. One More Day 11. Pay Me My Money Down 12. Cadgwith Anthem 13. The Corncrake 14. The Mingulay Boat Song 15. Haul Away Joe |

- 2013. One and All[22]
- 2015. Proper Job
- 2018. Sole Mates
- 2019. Keep Hauling (disc d'argent per la Indústria Fonogràfica Britànica)[21]

Senzills
- 2006. Roots
- 2010. Back of the Net
- 2013. Mary Anne[23]